# Solicchiata
Solicchiata is een plaats (frazione) in de Italiaanse gemeente Castiglione di Sicilia.